# Rivetina inermis
Rivetina inermis är en bönsyrseart som beskrevs av Boris Petrovich Uvarov 1922. Rivetina inermis ingår i släktet Rivetina och familjen Mantidae. Inga underarter finns listade i Catalogue of Life.